# Будон, Жак-Оливье
Жак-Оливье́ Будо́н (фр. Jacques-Olivier Boudon; род. 15 февраля 1962, Бордо, Жиронда, Франция) — французский историк, специалист по истории Великой французской революции, Первой империи, Второй империи, а также истории католичества и истории государственно-конфессиональных отношений во Франции.
Президент Института Наполеона (с 1999). Профессор новейшей истории Университета Париж IV Сорбонна (с 2003).
Автор энциклопедического издания «Религиозные элиты времён Наполеона: словарь епископов и генеральных викариев Первой империи» (фр. Les élites religieuses à l’époque de Napoléon : dictionnaire des évêques et vicaires généraux du Premier Empire).

## Биография
Родился 15 февраля 1962 года в Бордо.
Окончил лицей Генриха IV. В 1984 году окончил Высшую нормальную школу. В 1986 году получил агреже по истории. В 1991 году в Университете Париж IV Сорбонна получил доктора истории (фр. docteur en histoire), защитив под научным руководством Жана-Мари Майера диссертацию по теме «Французский епископат эпохи Конкордата (1802–1905): истоки, формирование, назначение» (фр. L'épiscopat français de l'époque concordataire (1802–1905): origines, formation, désignation). В 1997 году там же прошёл хабилитацию, защитив диссертацию по теме «Париж и французская церковь во времена Второй империи» (фр. Paris et l'Eglise de France sous le Second Empire).
В 1992–1994 годах — maître de conférences Института политических исследований.
В 1992–1998 годах — maître de conférences и с 2003 года — профессор новейшей истории Университета Париж IV Сорбонна. Преемник Жана Тюлара.
В 1998–2003 годах — профессор Руанского университета. В 2000–2003 годах также являлся руководителем Группы исторических исследований Руанского университета фр. Groupe de recherches en histoire de l'université de Rouen.
С 1999 года — президент Института Наполеона.
В 2005–2008 годах — президент Французской ассоциации современной истории религий.
Представитель во Франции Международной комиссии по сравнительной церковной истории (фр. Commission Internationale d’Histoire Ecclésiastique Comparée).
Член учёного совета Университета Париж IV Сорбонна (с 2005), член учёного совета Le Figaro histoire (с 2012), член Комитета исторических и научных исследований, член учёного совета Института Марка Соньера, член учёного совета Музея истории Франции, член учёного совета Музея армии, член учёного совета Музея поля битвы при Ватерлоо.
Член редакционных коллегий научных журналов Études normandes, Histoire du christianisme, Napoléon 1er, le magazine du consulat et de l'Empire и Revue d'histoire de l'Église de France.

## Научная деятельность
В 2012 году по случаю 200-летия Отечественной войны 1812 года и переправы через Березину армии Наполеона в рамках программы помощи публикациям "Максим Богданович" при поддержке посольства Франции в Беларуси был издан перевод на русский язык книги «Наполеон — полководец и человек».

## Награды
- Кавалер ордена академических пальм (2009)

## Научные труды

### Монографии
- Les catholiques en France aux XIXe et XX-es, Paris, La Documentation française, 1994 (en collaboration avec Jean-Marie Mayeur).
- L’épiscopat français à l’époque concordataire (1802-1905) : origines, formation, nomination, Paris, Éditions du Cerf, coll. « Histoire religieuse de la France », 1996, 589 p.
- Le Consulat et l’Empire, Paris, Montchrestien, coll. « Clefs Histoire », 1997, 160 p.
- Napoléon à Sainte-Hélène : de l’exil à la légende, Montréal, Fides, coll. « Les Grandes conférences », 2000, 57 p.
- Histoire du Consulat et de l’Empire (1799-1815), Paris, Perrin, 2000, 512 p., rééd. « Tempus », 2003.
- Paris, capitale religieuse sous le Second Empire, Paris, Éditions du Cerf, coll. « Histoire religieuse de la France », 2001, 558 p.
- Religion et culture en Europe au XIX-e (1800-1914), Paris, Armand Colin, coll. « U », 2001, 288 p. (en collaboration).
- Les élites religieuses à l’époque de Napoléon : dictionnaire des évêques et vicaires généraux du Premier Empire, Paris, Nouveau monde Édition/Fondation Napoléon, 2002, 314 p.
- Napoléon et les cultes : les religions en Europe à l’aube du XIX-e (1800-1815), Paris, Fayard, 2002, 370 p.
- Napoléon Ier et son temps, Paris, Vuibert, coll. « Regards d’auteurs », 2004, 280 p.
- Passion Napoléon : par l’épée et par la plume, Paris, Textuel, 2004, 192 p.
- La France et l'Europe de Napoléon, Paris, Armand Colin, coll. « U », 2006, 343 p.
- Le roi Jérôme, Paris, Fayard, 2008, 747 p.
- Napoléon expliqué à mes enfants, Paris, Le Seuil, 2009, 96 p.
- Les habits neufs de Napoléon, Paris, Bourin Éditeur, 2009, 180 p.
- Les Bonaparte : regard sur la France impériale, La Documentation française, dossier № 8073 de janvier-février 2010, 64 p.
- Les Naufragés de La Méduse, Paris, Éd. Belin, coll. « Histoire », 2016, 334 p., in-8° (ISBN 978-2-7011-9668-8). — Bibliogr. Rééd. la même année (Paris, Le Grand livre du mois).
- L'Empire des polices : comment Napoléon faisait régner l'ordre, Vuibert, 2017, 336 p.
- Le plancher de Joachim[фр.], Belin, 2017, 288 p.
- La Campagne d'Égypte, Belin, 2018, 318 p.
- Le sexe sous l'Empire, La Librairie Vuibert, 2019.
- Les quatre sergents de La Rochelle, Passés composés, 2021.

### Научная редакция
- Brumaire, la prise de pouvoir de Bonaparte, actes du colloque du 17 novembre 1999 organisé par l’Institut Napoléon et la Bibliothèque Marmottan, Paris, SPM, Collection de l’Institut Napoléon № 1, 2002, 180 p.
- Napoléon et les Lycées. Enseignement et société en Europe au début du XIX-e, actes du colloque organisé par l’Institut Napoléon et la Bibliothèque Marmottan, les 15 et 16 novembre 2002, Paris, Nouveau Monde Édition/Fondation Napoléon, 2004, 400 p.
- Armée, guerre et société à l’époque napoléonienne, actes du colloque organisé par l’Institut Napoléon et la Bibliothèque Marmottan, les 15 et 16 octobre 2000, Paris, SPM, Collection de l’Institut Napoléon № 3, 2004, 260 p.
- Les Troupes de la marine et les colonies sous le Premier Empire, avec Antoine Champeaux, actes du colloque organisé les 28 et 29 mai 2002 à Fréjus, Panazol, Lavauzelle, 2005, 274 p.
- Éric Anceau[фр.], Jacques-Olivier Boudon et Olivier Dard[фр.], Histoire des internationales, Nouveau Monde éditions, 2017, 320 p.

### Переводы на русский язык
- Будон Ж.-О. Наполеон — полководец и человек / Пер. с фр. И. Драбкина. — Мн: Четыре четверти, 2012. — 168 с. ISBN 978-985-7026-36-4, 500 экз.
- Будон Ж.-О. Путь Наполеона. / Пер. с фр. Ю. П. Крыловой и А. В. Чудинова // Французский ежегодник 2006: Наполеон и его время. К 100-летию А. З. Манфреда (1906–1976). — C. 72-79.